# Sinfonia n. 1 (Martucci)
La Sinfonia n. 1 di Giuseppe Martucci fu composta nel 1895. Fu il compositore a impugnare la bacchetta per la prima che si tenne il 28 novembre 1895 a Milano.
La sinfonia fu terminata nel luglio 1895 a Castiglione dei Pepoli, presso Bologna, città in cui viveva per il suo lavoro al Conservatorio.

## Caratteristiche
La sinfonia presenta influssi di Brahms (soprattutto il primo tempo), Beethoven e Schumann. Nel secondo tempo, si riscontra invece una scrittura più personale: un'idea musicale dei violini si presenta, quindi un'altra dei legni, per poi fondersi insieme. 
Il terzo tempo ricorda nuovamente Brahms, mentre il quarto riprende il primo, per farsi assai drammatico, ma quindi acquietarsi e poi concludersi improvvisamente.

### Struttura
I quattro movimenti sono:
- I. Allegro
- II. Andante
- III. Allegretto
- IV. Mosso. Allegro risoluto

## Organico
L'organico previsto comprende: ottavino, 2 flauti, 2 oboi, 2 clarinetti, 2 fagotti, controfagotto, 4 corni, 2 trombe, 3 tromboni, basso tuba, timpani, archi.